# Каито Јамамото
Каито Јамамото (јап. 山本 海人; 10. јул 1985) јапански је фудбалер.

## Каријера
Током каријере играо је за Шимицу С-Пулс, Висел Кобе, ЈЕФ Јунајтед Чиба и Јокохама.

## Репрезентација
Са репрезентацијом Јапана наступао је на Олимпијским играма 2008.